# Josep Maria Pumarola
Josep Maria Pumarola (1917-2004, Girona) va ser un compositor i sardanista català. va ser mestre de capella de Sant Feliu de Girona entre 1930 i 1939.

## Obres
Trobem tres obres dins el registre del fons de la catedral de Girona, aquesta documentació va ser donada per part de la seva família a la Catedral de Girona. La primera obra que apareix és Pare nostre, la qual està dedicada a un amic de Pumarola. Va ser composta al 1935 a Girona; és una obra per a tres violins, tiple, tenor, baix i piano, en la tonalitat de Fa Major.
Després també trobem dues sardanes compostes al mateix any, 1925. La primera és una sardana per a Piano en La Major i l'última obra que trobem documentada de Pumarola també és una sardana, en Sol menor, la qual està dedicada al seu amic i mestre Mossèn Ferrán Forns com a una petita prova d'agraïment.